# Jurij Szczukin
Jurij Szczukin (ur. 26 czerwca 1979 w Kisłowodzku) – kazachski tenisista, reprezentant w Pucharze Davisa.

## Kariera tenisowa
Zawodowym tenisistą Szczukin był w latach 1999–2013.
W 1999 roku Szczukin dotarł do swojego pierwszego finału w futuresie w Edynburgu. Rok później wygrał swój pierwszy challengerowy turniej, w Sylcie.
Na początku 2001 zagrał w turnieju głównym Australian Open. Odpadł w pierwszej rundzie, przegrywając z Wayne Arthursem.
W 2003 roku Kazach odniósł kolejny triumf w imprezie cyklu ITF - tym razem w hinduskim Belgaum. Na kolejny triumf Szczukin czekał 2 miesiące. Na początku 2004 roku wygrał w Nubloch, gdzie pokonał pięciu nieklasyfikowanych wówczas tenisistów, w tym Marca Gicquela czy Ivo Minářa.
W 2007 roku wygrał challenger w Dreźnie. W ostatnim meczu pokonał Niemca Floriana Mayera 7:6(5), 7:6(3). Tego roku wygrał jeszcze dwie inne imprezy challengerowe. Najpierw w Genewie, gdzie w finale pokonał Jessego Hutę Galunga 6:3, 6:2, oraz w Neapolu, gdzie w finale zwyciężył nad Martinem Vassallo Argüello 7:6(3), 6:1.
W roku 2008 Szczukin zaczął grać więcej w imprezach cyklu ATP World Tour. Po przegranych spotkaniach w Ćennaju, Australian Open, Delray Beach, Walencji i Monte Carlo, Szczukin przeszedł kwalifikacje do turnieju w Barcelonie. W pierwszej rundzie turnieju głównego pokonał Robby'ego Ginepri'ego 6:4, 6:2. W kolejnym meczu uległ Stanislasowi Wawrince 3:6, 4:6. Kazach był bliski awansu do turnieju głównego French Open. W ostatniej rundzie kwalifikacji został pokonany przez Simona Greula. Półtora miesiąca później zagrał w kolejnym turnieju głównym imprezy ATP. Po przejściu eliminacji w Stuttgarcie pokonał Argentyńczyka Carlosa Berlocqa. W kolejnym meczu pokonał go Philipp Kohlschreiber.
W 2009 roku po raz kolejny nie udało się Szczukinowi awansować do drabinki głównej Australian Open. W pierwszej rundzie kwalifikacji uległ on Ryanowi Sweetingowi. Ten sam rezultat zanotował podczas French Open, gdzie został pokonany przez Jessego Hutę Galunga. Pod koniec sezonu Szczukinowi udało się zagrać w kolejnym turnieju głównym impreza cyklu ATP World Tour, tym razem w Petersburgu. Jego pogromcą okazał się Horacio Zeballos.
W maju 2010 roku Szczukin wygrał swój kolejny tytuł w imprezie challengerowej. W finale turnieju w Zagrzebiu pokonał Santiago Venturę 6:3, 7:5. Tydzień później Kazach osiągnął swój najlepszy wielkoszlemowy rezultat. Podczas French Open przeszedł kwalifikacje, a potem wygrał swoje pierwsze spotkanie w wielkoszlemowym turnieju głównym. Pokonał Rajeeva Rama 3:6, 6:4, 6:2, 6:4, jednak dalej przegrał z Victorem Hănescu. 
W lipcu Szczukin osiągnął swój najlepszy wynik w turnieju ATP. Podczas turnieju w Gstaad dotarł do półfinału, przedzierając się najpierw przez kwalifikacje. W turnieju głównym pokonał Andrieja Gołubiewa, Frederico Gila, oraz Michaiła Jużnego. W półfinale uległ Richardowi Gasquetowi 3:6, 4:6.
Na początku czerwca 2011 roku Kazach zwyciężył w challengerze rozgrywanym w Prościejówie. Mecz finałowy wygrał z Flavio Cipollą.

### Finały w turniejach ATP World Tour
| Legenda                                      |
| -------------------------------------------- |
| Wielki Szlem                                 |
| Igrzyska olimpijskie                         |
| Tennis Masters Cup / ATP Finals              |
| ATP Masters Series / ATP Tour Masters 1000   |
| ATP International Series Gold / ATP Tour 500 |
| ATP International Series / ATP Tour 250      |

#### Gra podwójna (0–1)
| Końcowy wynik | Nr | Data            | Turniej  | Nawierzchnia | Partner            | Przeciwnicy                          | Wynik finału   |
| ------------- | -- | --------------- | -------- | ------------ | ------------------ | ------------------------------------ | -------------- |
| Finalista     | 1. | 15 czerwca 2008 | Warszawa | Ceglana      | Nikołaj Dawydienko | Mariusz Fyrstenberg Marcin Matkowski | 0:6, 6:3, 4–10 |